# 98 a.C.

## Eventos
- Quinto Cecílio Metelo Nepos e Tito Dídio, cônsules romanos.

## Mortes
- Imperador Kaika - 9º Imperador do Japão [1]